# Alessandro Gavazzi
Alessandro Gavazzi, all'anagrafe Antonio Gavazzi, talvolta citato anche come padre Alessandro Gavazzi (Bologna, 22 marzo 1809 – Roma, 9 gennaio 1889), è stato un predicatore e patriota italiano del risorgimento.

## Biografia
Predicatore e patriota e grande amico di Ugo Bassi, di idee libertarie, partecipa agli eventi del 1848 e 1849, trovandosi a Roma durante la Repubblica Romana.
Faceva parte di una famiglia molto numerosa (secondo di 20 figli); suo padre era giudice di pace a Forlì, poi professore di legge all'Università di Bologna e rinomato avvocato dello Stato Pontificio. Il nonno era nato da genitori italiani in Portogallo ed era stato vice-cancelliere in quel paese. Proscritto, aveva abbandonato titolo, fama e ricchezza ed era riparato a Bologna, dove per i suoi meriti aveva ricevuto il titolo di proconsole. Il nonno materno, Pattuzzi, era stato presidente della Corte d'Appello della stessa città.

### Prete cattolico
A sedici anni entra nell'ordine dei clerici regulares di S. Barnaba nel quale ben presto si distingue. Frequenta l'Università di Bologna, dove stringe una forte amicizia con il suo confratello e patriota Ugo Bassi. Tali sono i suoi talenti e conoscenza letteraria, che a vent'anni diventa professore della cattedra di Belle Lettere nel pubblico collegio del Caravaggio di Napoli, nel 1829. Si distingue anche per la sua grande eloquenza, che esercita nei pulpiti della città partenopea e successivamente nelle principali città italiane. Qui incontra l'invidia dei professori rivali e, per le sue convinzioni liberali ed essendo entrato in forte contrasto con le autorità religiose cattoliche per le sue manifestazioni di dissenso contro la politica del pontefice Gregorio XVI, incorre nel sospetto delle autorità ed è forzato a lasciare il posto. A 25 anni abbandona la letteratura e si dà alla predicazione.
All'avvento del papa Pio IX dà libero sfogo alle sue idee liberali ed illuminate, fino a quel momento represse e disprezzate fra il clero italiano. Va in Piemonte e per dieci anni predica a vaste folle che si accalcano solo per udirlo, facendosi cari amici, ma anche molti nemici giurati. Qui incontra la forte opposizione dei Gesuiti e, tramite loro, viene espulso dal Piemonte, come uomo pericoloso alle istituzioni, delle quali denuncia la corruzione.
Si reca così a Parma per quattro anni. La sua fama diventa così grande che si dice che talvolta debba predicare infaticabile dieci volte al giorno. Suscita l'apprensione del Pontefice che, avendo egli predicato su Il patriottismo e le sue virtù, gli proibisce ufficialmente di esercitare il suo ministero, se non nella prigione centrale di Parma, dove viene confinato. È qui che predica a 800 prigionieri e galeotti, portandone molti alla conversione.
Rilasciato, si reca a Perugia, dove continua la sua predicazione con molto successo. Nel 1845, predicando ad Ancona, va oltre ad ogni limite nel suo attacco al Papato e suscita tali ire nel clero che viene virtualmente imprigionato nel Collegio dei Novizi di S. Severino.

### Rivoluzionario

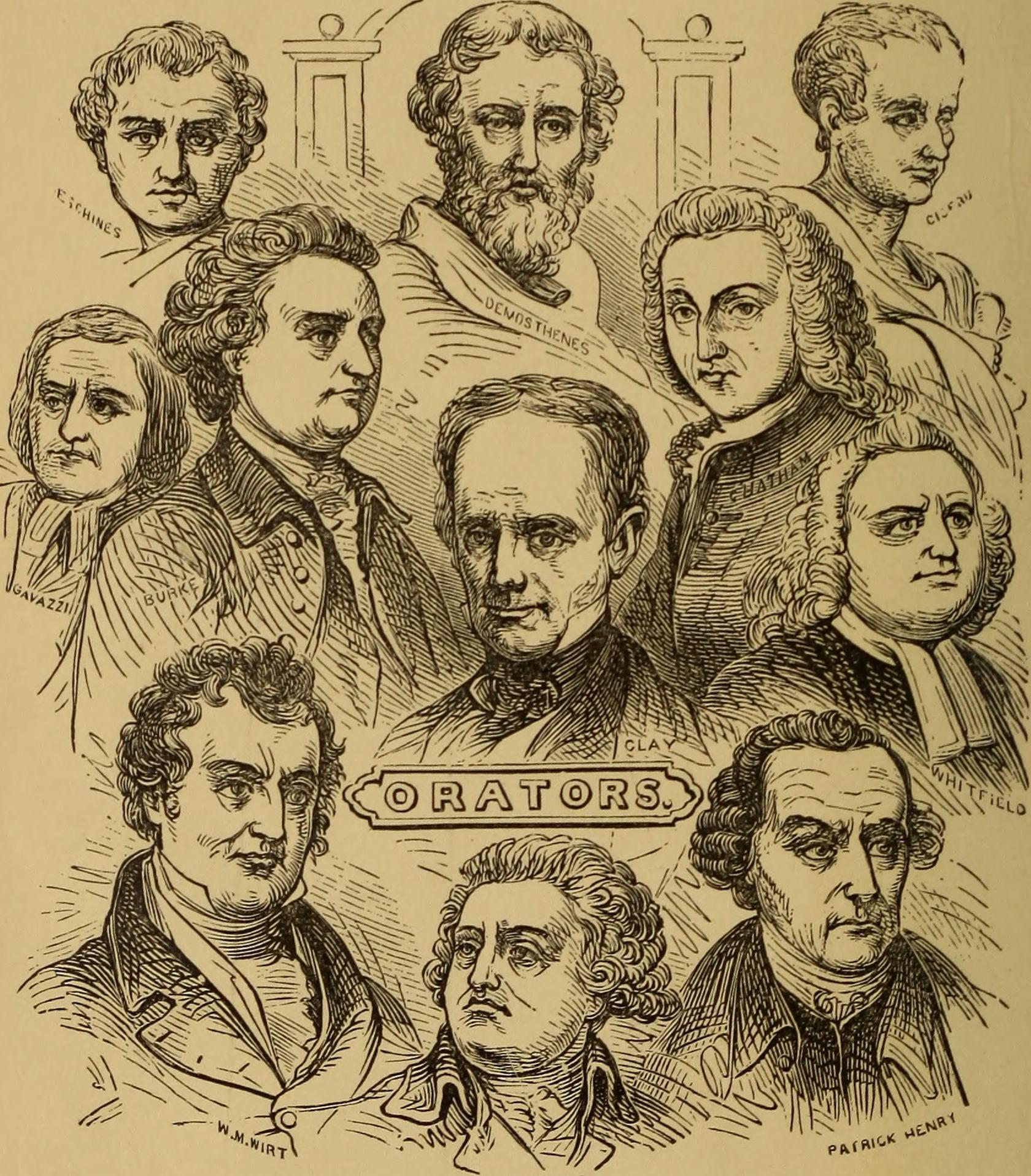
Gavazzi raffigurato tra i grandi oratori della storia. Illustrazione anteposta al frontespizio di: Thomas A. Hyde - William Hyde, A Natural System of Elocution and Oratory, New York, 1886.

Il Gavazzi si era rallegrato per il nuovo papa Pio IX, ritenendolo uomo dalle grandi vedute riformatrici. Incontra così il suo favore e viene chiamato a Roma. All'anniversario dell'elezione di questo papa, il Gavazzi predica a Roma con grandi speranze di libertà e suscita l'entusiasmo generale. In un'altra occasione si scaglia però con tanta veemenza contro papa Gregorio che persino Pio IX non lo può sopportare. Viene ammonito e punito e deve stare in silenzio.
Quando poi a Roma si istituisce un giorno di commemorazione per i caduti delle sommosse di Padova ad opera degli austriaci, Gavazzi, con l'acclamazione generale, viene chiamato ad assistervi. Anche qui, però, parla di libertà, offendendo i preti ed il papa. Condannato, viene mandato sotto severa disciplina al Convento della Polveriera e, da lì, l'Inquisizione lo invia nel convento dei cappuccini di Genzano di Roma.
È in quei giorni che inizia l'epoca di grandi rivoluzioni e sommosse in Francia ed in altre nazioni e la speranza scende anche in Italia. Rilasciato, il Gavazzi ritorna a Roma, dove diventa il primo a muoversi per la causa del Risorgimento. Acclamato, viene trascinato dagli studenti che manifestano con gioia alla notizia dell'insurrezione di Milano e portato in trionfo per le vie di Roma con una grande coccarda tricolore al petto sulla tonaca da prete fino al Pantheon, dove gli chiedono di pronunciare l'orazione funebre dei patrioti uccisi a Milano. Quest'occasione lo rende ancora più famoso e viene invitato a pronunciare discorsi in tutta l'Italia.
Presso il Colosseo, che diventa arena di manifestazioni patriottiche, arringa per settimane folle di cittadini. Il Papa incoraggia i suoi sforzi ad eccitare le energie nazionali e gli conferisce il titolo di Cappellano generale delle forze armate, organizzando poi la leva di volontari e la formazione di guardie nazionali. In questa capacità il Gavazzi marcia da Roma con 16.000 uomini per opporsi alle forze austriache a nord, non oltre, però, la linea del Po, per proteggere gli stati pontifici. L'armata romana consegue successo dopo successo, fino a fermarsi alle mura di Vicenza. È l'eloquenza del Gavazzi che fa sì che le popolazioni fra cui passano lo rifornisca volentieri di munizioni, vestiario, provvigioni, cavalli e tutto il materiale bellico. Diventa la vita e l'anima stessa, così, dell'insurrezione. A Venezia si rivolge similmente sulla piazza San Marco alla folla, esortandola ad offrire denaro per la causa, ed essa risponde volentieri.
La divisione romana, però, riceve ordine di non proseguire più ulteriormente. Si ritira così a Firenze, dove la propaganda del Gavazzi innervosisce tanto il Granduca, a cui non piace quanto sta succedendo, che ordina la sua espulsione dalla Toscana. Si rifugia a Genova, dove si ribella all'autorità stessa del Papa, per il quale sviluppa una forte avversione. Formato un governo provvisorio, è richiamato a Roma dove la sua presenza rimette ordine nella città agitata da rivolte popolari.
Il generale Zucchi è inviato da Roma a prendere il comando delle truppe a Bologna dove, su istigazione del Cardinal legato, fa arrestare il Gavazzi per portarlo segretamente sotto forte scorta a Corneto, una sorta di prigione ecclesiastica. Al suo passaggio da Viterbo, però, l'intera città insorge per liberare il Gavazzi e il Papa trova conveniente ordinare la sua liberazione. Alla fuga del Papa da Roma e con la formazione di un governo repubblicano, Gavazzi viene riconfermato nelle sue precedenti funzioni di Cappellano generale, oltre che nominato, da Garibaldi, cappellano del neonato "Battaglione Italiano della Morte", e comincia la preparazione per la resistenza alle truppe francesi, comandate dal generale Oudinot, che vorrebbero rimettere ordine a Roma. Le truppe del Regno delle Due Sicilie che avanzano da sud vengono respinte da 14.000 soldati romani. Il Gavazzi combatte accanto a Garibaldi, ma non resistono all'assedio di Roma. Quando Roma cade, il Gavazzi riceve un salvacondotto da Oudinot, mentre il suo compagno, padre Ugo Bassi, viene fucilato dagli austriaci, senza processo, a Bologna.
Riesce così a espatriare esule prima in Inghilterra e poi negli USA e in Canada. Nel 1851 tiene una serie di conferenze a Edimburgo, d'accento marcatamente anti-cattolico.

### Esilio
A Londra arriva come cattolico convinto, benché critico del papa “che ha tradito la nazione”. Egli afferma di non avere aderito ad alcuna denominazione protestante, ma di appartenere alla Chiesa Romana primitiva, quella fondata dall'apostolo Paolo. Si distanzia così per un po' dal movimento evangelico fra gli italiani a Londra, ma ne sente il fascino. Ha particolare influenza su di lui il pubblicista Rev. Francis Sylvester Mahony (O'Mahony), noto come “Father Prout”, amico degli esuli italiani.
Le distanze che egli prende dal Protestantesimo si riscontrano nella sua antipatia verso i Fratelli di Plymouth, allora molto potenti, e la Chiesa Valdese. Egli ha rapporti amichevoli solo con l'ex-prete Luigi De Sanctis, che apprezza per aver detto: "Non è necessario che noi diventiamo protestanti (...) Non siamo chiamati ad appartenere alla chiesa d'Inghilterra, né alla Chiesa della Germania o a quella di Ginevra. Dobbiamo essere cristiani come lo erano i nostri padri". A parte, però, i suoi accenti anti-cattolici molto forti, il suo messaggio è del tutto biblico e "protestante".
Dopo neanche un anno dal suo arrivo a Londra, prende in affitto una cappella battista vicino a St. Gilles per predicare agli italiani. Non lo convince il gruppo savonaroliano di Sydmouth Street, il cui accento trova troppo spirituale e non abbastanza attento alla politica. Di fatto le sue prediche sono più politiche ed anticlericali che evangeliche.
Nel 1850 inizia un "corso di sermoni politici e religiosi" presso la Princess Court's Rooms, Great Castle Street, Oxford Street, e poi, dal 1854, in una cappella aperta a King's Cross. Pare, però, che il suo carattere individualista ed irruente, come pure l'accento politico della sua predicazione, l'avessero reso poco gradito agli altri evangelici italiani che, di fatto, avevano inaugurato un'altra missione al n. 7 di Newman Street, Oxford Street.
A Londra guida la locale comunità evangelica di lingua italiana, che ospita pure diversi ex-sacerdoti italiani. Nel 1847 fonda con Camillo Mapei ed altri la rivista mensile "L'Eco di Savonarola".

### Ritorno in Italia
Nel 1859 torna in Italia e segue come cappellano Giuseppe Garibaldi nella spedizione dei Mille in Sicilia nel 1860 e poi anche nel 1866.
Allontanatosi dalla fede cattolica fin dalla fine degli anni quaranta dell'Ottocento, si converte alla fede evangelica, collaborando a fondare a Firenze la Chiesa Libera Evangelica Italiana nel 1870, nome che forse ricalca quello della Chiesa Libera che aveva conosciuto in Scozia nel 1851. Questa "Chiesa Libera" promette soprattutto libertà di pensiero, proprio quando la Chiesa di Roma negava il diritto di scegliersi la propria religione.
Fa una prima visita negli USA nel 1853 e tiene conferenze contro il Papato. Ritornerà per predicare una seconda volta in America nel 1872 (come risulta dai resoconti della stampa, invitato dalla Chiesa presbiteriana, e poi, a 73 anni, "a remarkably well preserved gentleman", la terza volta nel 1880. I giornali riportano come, con un vigore immutato, non voglia neppure riposarsi nel suo hotel di New York dal lungo viaggio, e si metta immediatamente al lavoro. Il giorno dopo il suo arrivo predica la mattina, il pomeriggio e la sera in tre diverse chiese riformate. La terza visita del Gavazzi in America è esplicitamente intesa a rafforzare l'interesse dei protestanti americani nella chiesa Libera italiana ed assicurarsi i fondi necessari per la sua opera evangelistica.

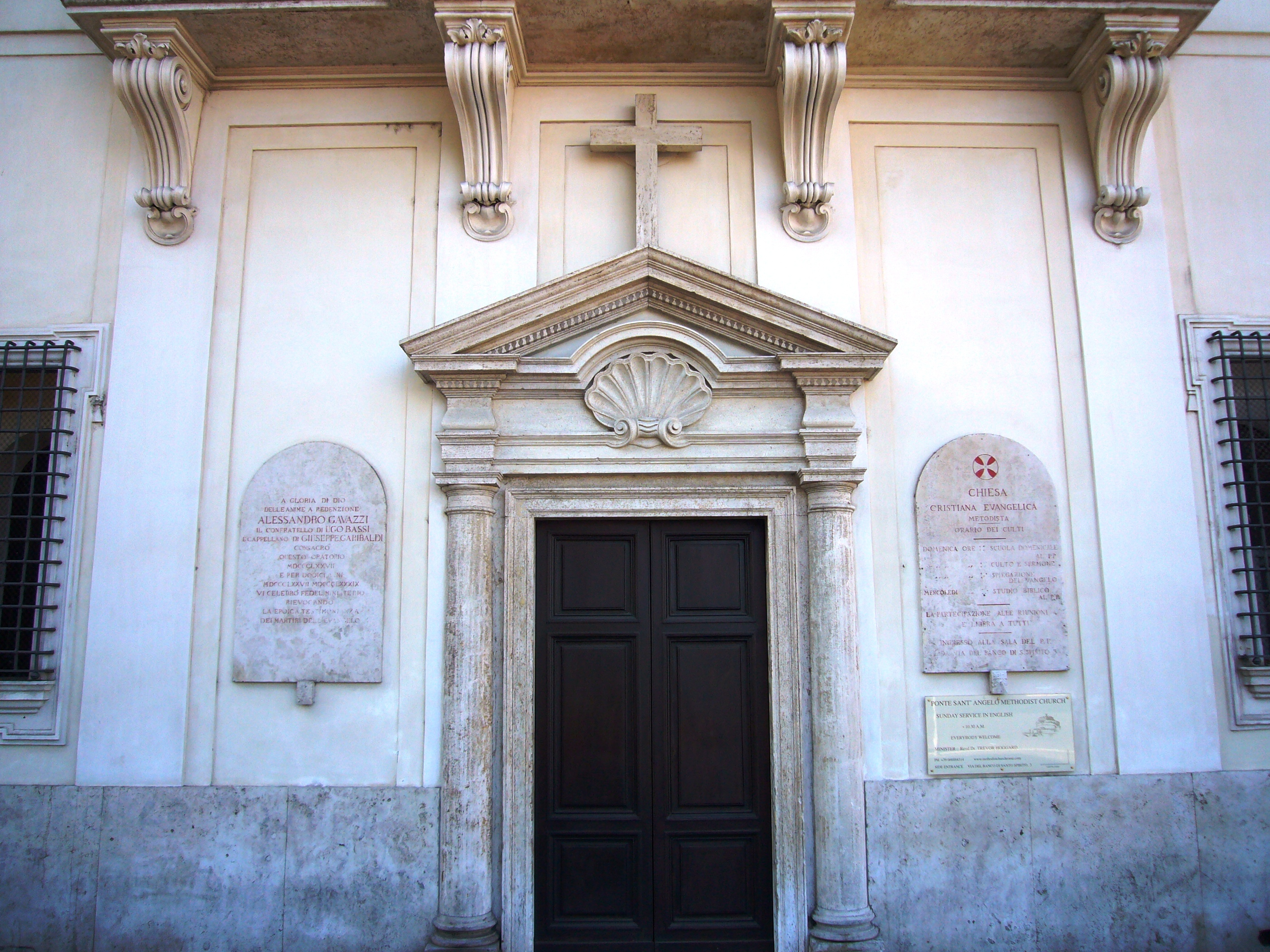
Memoria di Alessandro Gavazzi e chiesa metodista a Ponte

Liberata Roma, Gavazzi installa il suo oratorio in un luogo simbolicamente rilevante, di qua dal Tevere di fronte a Ponte Sant'Angelo e a Castel Sant'Angelo, per secoli baluardo del dominio militare dei papi sulla città. La sua attività è ricordata da una lapide che recita: A GLORIA DI DIO DELLE ANIME A REDENZIONE ALESSANDRO GAVAZZI IL CONFRATELLO DI UGO BASSI E CAPPELLANO DI GIUSEPPE GARIBALDI CONSACRÒ QUESTO ORATORIO MDCCCLXXVII E PER DODICI ANNI MDCCCLXXVII MDCCCLXXXIX VI CELEBRÒ FEDEL MINISTERIO RIEVOCANDO LA EROICA TESTIMONIANZA DEI MARTIRI DELL'EVANGELO.
In una conferenza pubblica a Chicago, egli afferma: "Ritengo di avere tutto ciò che voglio prima di morire. Ho visto così tante delle mie speranze realizzate: l'indipendenza dell'Italia, l'unità d'Italia, la libertà di Roma. Mi è stato permesso di ritornare nella Città eterna e predicarvi il libero Evangelo nelle sue strade. Così tanti dei miei sogni si sono realizzati che non dispero più di nulla!".
Alessandro Gavazzi muore a Roma il 9 gennaio 1889 ed è sepolto nel cimitero acattolico di Roma.
La Gran Loggia d'Italia degli Alam menziona Alessandro Gavazzi tra gli aderenti alla Massoneria.

## Opere
- Gavazzi, Alessandro, A Cristo salvatore triduo di grazie pel riscatto dei lombardi e per la indipendenza d'Italia / proposto dal p. Alessandro Gavazzi barnabita bolognese. - [Roma: s.n., 1848?]. - 8p; 19 cm.
- Gavazzi, Alessandro, The lectures complete of Father Gavazzi, as delivered in New York (1854)
- Gavazzi, Alessandro, Epistola amichevole al padre Angelico Marini: intorno agli Evangelici / di Alessandro Gavazzi. - Firenze: Tip.Nazionale, 1865. - 23p; 18 cm
- Gavazzi, Alessandro, L'Italia inerme e accattona / sbozzi di Alessandro Gavazzi. - [S.l. : s.n., 1860]. - 100p; 18 cm. Legato con altre opere. - Sul dorso etichetta con numero ms: 41. - Tit. del dorso: Scritti politici. - Sulla cop. etichetta: Società pistoiese per la lettura popolare.
- Gavazzi, Alessandro, Nel funere del conte Monaldo Leopardi / parole del p. Alessandro Gavazzi barnabita bolognese. - Loreto: Rossi, 1847. - 16p; 16º
- Gavazzi, Alessandro, Il papa e il congresso dal punto di vista italiano / pensieri di Alessandro Gavazzi. - Firenze: Tipografia Torelli, 1860. - 72p; 18 cm, Legato con altre opere. - Sul dorso etichetta con numero ms: 33. - Tit. del dorso: Scritti politici. - Sulla cop. etichetta: Società pistoiese per la lettura popolare.
- Gavazzi, Alessandro, Sermons du père Gavazzi chapelain de Garibaldi; suivis de l'ouverture des chambres a Gaëte et du depart de la police piéces macaroniques traduit de l'italien par Felix Mornand; précédés d'une notice sur le pere Gavazzi. - Paris: Poulet-Malassis et c., 1861. - xxxii, 221p; 16º
- Twenty Orations by Father Gavazzi on the Corruptions of the Papacy (London, 1851). The Orations were in Italian, though translated for the Daily News by Frances Sylvester Malone.
- Il Papa e il Congresso (1860).
- L'Italia fedele alla religione dei padri (1866).
- Sermons By Martin Luther; with preface by Alessandro Gavazzi; edited, with Life of Luther, by James Kerr.
- Parlate del padre Alessandro Gavazzi, barnabita bolognese, al popolo di Firenze, Di Alessandro Gavazzi, Pubblicato da Tip. del R.I. de' Sordo-muti, 1848. Originale scansionato.